# Physocephala aureopygia
Physocephala aureopygia är en tvåvingeart som beskrevs av Krober 1915. Physocephala aureopygia ingår i släktet Physocephala och familjen stekelflugor. Inga underarter finns listade i Catalogue of Life.